# 伐楼拿
伐楼拿（Varuṇa），又譯婆羅那，古印度神明，於吠陀時期就是天空、雨水及海洋之神，他亦是掌管法規與陰間的神，是《梨俱吠陀》中記載最突出的阿修罗神，阿底提耶眾神之首。他的名字可能起源於原始印歐語的詞根wer-或wel-，表示「遮蓋」（可參考另一印度教神祇弗栗多）。

## 吠陀及其他角色
作為阿迭多的代表，伐楼拿具有作為太陽神的職能。但作為最重要的阿修罗神，他更傾向管理道德及社會的事務。他的形象經常與另一位阿修罗神密多罗連結成对偶神合稱「密多罗伐楼拿」（或兩者前後對調），是天則梨多（rta）的最高守護神。《梨俱吠陀》中伐楼拿更曾經與因陀羅成對合稱為「因陀羅伐楼拿」。作为天空神，伐楼拿更趋向支配天空黑暗的一半如被认为降落自「天海」的雨水及因为太阳由西行进回东方做成的夜晚现象。
经典阿闼婆吠陀记载，伐楼拿是全知神，说谎的人不能逃出他的罗网，星星是他的千眼密探，监视人类的一举一动。儘管经典《梨俱吠陀》中伐楼拿的登場次數遠不如因陀羅，但這不代表他在早期的吠陀社會的重要性不及因陀羅，這是因為《梨俱吠陀》的敘述焦點是主要集中在火焰（阿耆尼）及饮苏摩汁儀式上，苏摩又與因陀羅有著緊密的關係而導致。原本《梨俱吠陀》給伐楼拿和密多罗的身分都是阿修罗神族，如5.63.3，但他們隨後又被安排進提婆族的體系中，如7.60.12，這一點很有可能是暗示了阿修罗一詞在後期是帶有負面含意的開端。在自身職能不斷被其他神祇分割，伐楼拿最後下降為單純的水神（包括海洋與河流）及溺水者靈魂的守護神，伴隨著那伽族成為鎮守西方方位護法。
晚期的美術畫作中，伐楼拿被描畫成海神，長著黃皮膚穿著金色盔甲，手握蛇皮製的套索羂索，騎乘海獸摩竭。

## 琐罗亚斯德教
伐楼拿的名字實際上並不見於祆教的波斯古经或祆教巴勒维的文獻中。自1900年代中葉以來印伊的研究員嘗試從伐楼拿與密特拉的關係尋找伐楼拿出現於祆教的可能性，但當中有許多的理論都受到不同程度的反駁。其中祛邪典（Vendidad）1.17記載了一個被稱作「Varena」4角14層的世界，當中住滿了魔鬼和非亞利安裔的野蠻人（祛邪典7.10），這些描寫都與吠陀的伐楼拿形象相差甚遠。
有一個比較廣泛接受的理論認為吠陀伐楼拿是產生自印伊的伏罗那（*vouruna，「光輝的海洋」之意），但伏罗那就連本身的形象都充滿爭議性。伏罗那被認為與密特拉組合成為祆教的最高善神──阿胡拉·玛兹达，但亦有一說是根據创始人琐罗亚斯德創作的詩歌中推論三者是各自獨立的神祇。語言同系性並不一定暗示當中存在有本質上的相似點，最典型的例子有daeva（妲厄娲，祆教的「誤神」，一說為撒旦）與提婆，印度教的「天神」、後引申為「善神」）。有部分學者認為伐楼拿的職能及形象與祆教阿梅沙斯彭塔（神使）六者之一的艾霞凡许达有共通之處，都是「至高公正」的體現。另一種說法是吠陀的跋伽「Bhaga」其實是伐楼拿的別名，其變形「Baga」以修飾詞在波斯古经中被提出過，兩個詞的意思都是「神」或「守護神」。

## 佛教
被佛教吸收成为護法神，稱為「水天」，为十二天之一。密教中，将其作为镇守西方、统率那伽族的水神。《圣无动尊安镇家国等法》：“水天，乘龟，右执蛇索，左手叉腰。其天头上有七龙头，状如蛇形。”
、《瑜伽护摩仪轨》︰“西方水天住于水中，乘龟，浅绿色。右手执刀，左手执龙索，头冠上有五龙。四天女持妙华。”

## 引用資料
1. ↑  Varuna, the Guardian of Morality in the Rgveda, Colombo: 2007 by Rohana Seneviratne，University of Peradeniya （页面存档备份，存于）
2. ↑  Shaunakiya Atharvaveda 4.16, corresponding to Paippalada 5.32
3. ↑  Die Religionen des alten Iran, 1938:282ff，Henrik Samuel Nyberg.   [2008-01-16]. （原始内容存档于2006-05-19）. 著